# Zwei Tote im Sender und Don Carlos im PoGl
Zwei Tote im Sender und Don Carlos im PoGl ist ein Fernsehfilm des ZDF aus dem Jahre 1982. Regisseur war Joachim Roering.
Der Film ist eine böse Satire auf das Fernsehen und die dahinterstehenden Personen. Er zeigt einen Tag im real existierenden Alltagswahnsinn des öffentlich-rechtlichen Fernsehens.

## Inhalt
Der Fernsehfilm beschreibt schonungslos den (so noch nicht) real existierenden Alltag eines öffentlich-rechtlichen Senders – Ort der Handlung ist eine zugleich regionale wie auch überregionale Fernsehanstalt. „Normaler“ Arbeitsalltag: In zwei Studios werden Theaterstücke produziert: Schillers „Don Carlos“ und „Ulysses“ von James Joyce. Ein Autor möchte sein Stück abnehmen lassen, der Fernsehrat tagt, der Intendant feiert sein Amtsjubiläum und empfängt den Ministerpräsidenten eines Bundeslandes. Im Laufe des Tages beißt ein Hund einen Regisseur und am Ende sind zwei Tote in diesem Hause zu vermelden.
Über allem schwebt das unbedingt einzuhaltende „PoGl“, das politische Gleichgewicht, das unter anderem dafür sorgt, dass aus Proporzgründen in „Don Carlos“ die „Prinzessin Eboli“ zum „Prinzen Ebolus“ wird. Von der Kritik erwartet man anschließend Lob für einen revolutionären Regieeinfall.

## Am Rande
Die Besetzung des Stückes ist bis in die letzten Nebenrollen hochkarätig. Etliche Stars spielten aus Freude an dem außergewöhnlichen Stück für die Mindestgage. Die Musik von Count Basie und Duke Ellington unterstreicht die bizarre Atmosphäre.
Spätestens seit der Ausstrahlung dieser Satire ist das Kunstwort „PoGl“ in allen öffentlich-rechtlichen Sendeanstalten ein Synonym für „die Schere im Kopf“ und den Versuch der politischen Einflussnahme von innen wie von außen.
Im November 2006 wurden die letzten Wiederholungen im ZDFtheaterkanal ausgestrahlt.

## Über die Produktion
Zum Zeitpunkt der Dreharbeiten besaß das ZDF noch kein zentrales Fernsehzentrum (dieses war im Bau und wurde erst in den folgenden Jahren (dritter Bauabschnitt bis 6. Dezember 1984) in Mainz-Lerchenberg fertiggestellt); gedreht wurde u. a. im Berliner ICC, dessen unübersichtliche und gleichzeitig protzige Architektur als Metapher für eine öffentlich-rechtliche Fernsehanstalt diente.

## Kritiken
„Köstliche Absurditäten mit großer Besetzung“ (TV Spielfilm)
„Zuweilen mangelte es an Tempo. Da schien dann durch, daß eine Fernsehanstalt keine pointenschwangere Klapsmühle ist, sondern vom Grau der Gremien und Verwalter beherrscht wird. Aber wie Schiller vom bemitleidenswerten Peter Pasetti portiönchenweise zugrundegerichtet wurde, wie der Fernsehrat an der gesellschaftlich relevanten Brigitte Mira verzweifelte, wie Intendant Jürgen von Manger seine Gäste mit Döntjes belästigte, wie treue Maskenbildner sich vergeblich bemühten, einem Politiker Gesicht anzuschminken – das war schon sehenswert. Autor-Regisseur Joachim Roehring hatte die Handlungsstränge gekonnt zum chaotischen Knoten zusammengeknüpft. Beachtlich, daß das ZDF solche Selbstdarstellung komisch findet, die mit ausgiebigem Paragraphenstreit und Proporzgemetzel eher Argumente für's Privatfernsehen liefert.“ (Hamburger Abendblatt vom 2. April 1983)